# Djurgårdens IF Fotboll 1977
Djurgårdens IF Fotboll, spelade i allsvenskan 1977. DIF slutade på en 10:e plats i serien.
Publiksnittet på hemmamatcherna denna säsong var 8157. 
Interna skytteliga vinnare med 7 gjorda mål: Anders Grönhagen.